# Final Fantasy I
Український переклад світу гри є неофіційним і наведений для кращого розуміння.
Final Fantasy (яп. ファイナルファンタジー, фаїнару фантадзі укр. Остання фантазія) — відеогра в жанрі JRPG. Була випущена компанією Square (нині Square Enix) 1987 року та поклала початок провідному бренду Square — серії Final Fantasy.
Final Fantasy I була не раз портована для ряду звичайних і кишенькових консолей, і часто поставлялася в наборі, у комплект якого також входила наступна частина серії — Final Fantasy II; одними з таких наборів були Final Fantasy Origins (PS One) і Final Fantasy I & II: Dawn of Souls (Game Boy Advance).
Final Fantasy I стала однією з найвпливовіших ранніх JRPG і зіграла одну з провідних ролей у формуванні й популяризації жанру.

## Сюжет і світ

### Світ
Дія відбувається в фентезійному світі, що складається з трьох великих континентів. На відміну від наступних частин серії Final Fantasy, світ і континенти першої частини не мають назв.
Сили у цьому світі визначені станом чотирьох блискучих кристалів (orbs в оригінальній північноамериканській локалізації), кожен з яких керує відповідним елементом: землею, вогнем, водою чи вітром.
Світ Final Fantasy населяє багато рас.
- Ельфи (Elves) живуть в Ельфхеймі (Elfland, Elfheim). Вони вирізняються головним чином своїми загостреними вухами. Спрайт для класу Thief також має загострені вуха, що призвело до припущення, що персонаж можливо ельф[1].
- Ельфи знаходяться в стані війни з Темними Ельфами (Dark Elves), на чолі котрих стоїть Астос (Astos).
- Русалки (Mermaids) живуть на верхньому поверсі Святині Сонця (Sea Shrine, Sunken Shrine). З певних причин вони не допомагають нам.
- Дракони (Dragons) живуть на островах Кардія (Cardia islands). Король драконів Бахамут (Bahamut) може підвищити класи Воїнів, якщо вони принесуть доказ сміливості з Цитаделі Випробувань (Castle of Ordeal, Citadel of Trials).
- Роботи головним чином знаходяться в Небесному Замку (Floating Castle, Sky Castle). Вони разом з замком та дирижаблями були створені стародавньою цивілізацією Луфеніанців (Lefeinish).

### Сюжет
Гра починається з появи чотирьох юних Світлих Воїнів (Light Warriors), головних героїв історії. Кожен з них має один згаслий Кристал (Orbs, Crystals). Вони прибувають до Корнелії (Coneria, Cornelia), могутнього королівства, де нещодавно лицар-лиходій Гарланд (Garland) викрав принцесу Сару (Sara). Світлі воїни ідуть до руїн Храму злодіїв (Temple of Fiends) у кутку від Корнелії, перемагають Гарланда, і повертають принцесу Сару додому. Вдячний Король (King of Coneria) будує міст, що дозволяє Світлим воїнам пройти на схід до Правоки (Pravoka).
У Правоці Світлі Воїни звільняють місто від Бікка (Bikke) та його банди піратів і отримують у своє розпорядження піратське судно. Отримавши можливість мандрувати водним простором, Світлі Воїни залишаються запертими в межах моря Алді (Aldi Sea, Aldean Sea), у центрі південного континенту. На південному березі моря знаходиться королівство ельфів Ельфхейм (Elfheim), принц якого був приспаний Астосом. На заході — зруйнований замок, де король повідомляє вам, що Астос (Astos) вкрав його корону і зховав її в Болотній Печері (Marsh Cave) на півдні. Коли Світлі Воїни повертають корону, то дізнаються, що це і є Астос. Він також вкрав у відьми Matoya (Matouya) Кришталеве око (Crystal). Коли ви повернете його — вона приготує зілля, здатне пробудити Принца Ельфів (Elf Prince), котрий дасть Світлим Воїнам ключ здатний відчинити будь-які двері. Ключ відчиняє кімнату в Замку Корнелії (Coneria Castle), де зберігається Нітропорошок (TNT, Nitro Powder). Неррік  (Nerrick), один з гномів, що живуть у горі Дуергар (Mount Deurgar), з його допомогою руйнує невеликий перешийок, що з'єдунвав море з зовнішнім світом.
Після відвідання напівзруйнованого міста Мелмонд (Melmond), Світлі Воїни вирушають до Терра Каверн (Earth Cave, Cavern of Earth), щоб перемогти вампіра й отримати Рубінову Зірку (Ruby), аби пройти далі в Печеру Сага (Sage Sarda's, Sadda). За допомогою Палиці Землі (Sarda's Rod), Воїни пробираються глибше в Терра Каверн і знищують Ліча (Lich), котрий винен у руйнуванні землі. Світлі Воїни згодом отримують каное, за допомогою якого добираються до гори Галг (Gurgu Volcano, Mt. Gulg) і долають Маріліт (Kary, Marilith). Вони знаходять Левістоун (Floater, Levistone) в Печері льоду (Ice Cave), і з його допомогою отримують дирижабль, що дає змогу подорожувати повітрям і дістатися до інших континентів. Після того, як вони доведуть свою сміливість, принісши Хвіст пацюка (Rat's Tail) з Цитаделі Випробувань (Castle of Ordeal, Citadel of Trials), король драконів Бахамут (Bahamut) підвищує клас персонажів.
Використовуючи Оксиал (Oxyale), Воїни вирушають до Святині Сонця (Sea Shrine, Sunken Shrine) щоб перемогти Кракена (Kraken). Вони також знаходять Камінь Розетти з фрагментами Луфеніанської мови (Lefeinish). З його допомогою лінгвіст на ім'я Dr. Unne навчає Воїнів цій мові. Після чого Світлі Воїни вирушають до невеликого віддаленого містечка — останнього форпосту Луфеніанської цивілізації. Мешканці міста дають Світлим Воїнам доступ до Небесного замку (Floating Castle, Sky Castle), захопленого Тіамат  (Tiamat). Після перемоги над чотирма Ворогами (Fiends) Кристали відновлюються, але Світлі Воїни дізнаються, що це ще не кінець: справжній ворог чекає їх у минулому, за дві тисячі років до даного часу. Мандруючи в минуле воїни з'ясовують, що чотири Fiends відправили Гарланда (тепер це Хаос (archdemon Chaos)) у минуле, а він відправив Fiends у майбутнє, щоб створити часовий цикл, в якому він зміг би жити вічно. Світлі Воїни перемагають Хаоса, таким чином, перериваючи часовий парадокс і змінюючи майбутнє, і тепер ніхто й не підозрює про важке випробування, що відбулося.

## Геймплей
Геймплей у Final Fantasy I не дуже відрізняється від більшості інших ігор жанру JRPG кінця 80-х — гравець перед початком гри сам повинен створити собі команду з чотирьох героїв, котрих у грі назвали Світлими Воїнами (Light Warriors) або Воїнами Світла (Warriors of Light) в наступних рімейках, шляхом вибору класу та введення імені (спочатку можна було ввести лише 4 символи, але в наступних рімейках кількість символів збільшилась до 6) для кожного з персонажів. Вибір класів для персонажів ніяк не вплине на сюжет гри, проте внесе різницю (часом доволі значну) в перебіг боїв.

Ігровий процес

Ціль гри полягає переважно в знищенні чотирьох Стихійних Ворогів (Elemental Fiends), котрих ще називають Вартою Хаоса (Fiends of Chaos). На своєму шляху гравець періодично відвідує різні міста, в яких він може купувати нове екіпірування, продати стару, придбати різноманітні витратні матеріали, отримати допоміжну інформацію, ну і, звичайно ж, відпочити після насичених пригод. Поза містами на героїв можуть напасти різного роду монстри, яких потрібно або знищити, або уникнути шляхом втечі з поля бою. Перемога над монстрами дає героям очки досвіду (EXP, Experience Points), набрання певної кількості яких підвищує рівень розвитку героїв, а також золото (Gold, або Gil у рімейках, на зразок подальших частин серії), місцеву валюту у світі Final Fantasy I.
З підвищенням рівня ростуть характеристики, збільшується запас очок життя (HP, Hit/Health Points) і заклинань. Ранні версії гри виділяються відсутністю мани, замість неї у героїв була певна кількість відновлюваних під час відпочинку зарядів для кожного рівня заклинань, кількість яких прямо залежала від рівня персонажа. У пізніших версіях гри, починаючи з Final Fantasy I & II: Dawn of Souls для Game Boy Advance, у гру була введена система споживання очок магії (MP, Magic/Mana Points), властива більшості наступних частин серії Final Fantasy. Тепер у кожного персонажа (здебільшого у магів) є свій власний запас MP, спільний для всіх вивчених заклинань. Сильніші заклинання потребують більших витрат MP. Кількість MP зростає так само, як і кількість HP — разом з підвищенням рівня розвитку персонажа.
Подорожі між містами та локаціями, в яких і розгортається основна дія, відбуваються на глобальній карті. У Final Fantasy I є декілька видів транспорту: спочатку в грі доступна лише мала частина найбільшого континенту, але з розвитком сюжету персонажі отримають корабель (для пересування морями й океанами) і каное (для переміщення уздовж вузьких річок), які допоможуть досліджувати ввесь основний континент і зрештою отримати літаючий корабель, за допомогою якого зможуть вирушити досліджувати два зовнішні континенти і просунутися далі сюжетом. Також у міру проходження гри герої зможуть використовувати підводний човен для занурення на дно океану, але керувати самим човном можливості не надається, він сам доставляє героїв на необхідне місце.

### Класи
Класи обираються на початку гри й не можуть бути змінені надалі. На пізніх етапах гри кожен клас може бути покращений шляхом виконання необов'язкового квесту. Три класи орієнтовані на фізичний бій і три на магію.
- Воїн (Fighter, у пізніших версіях — Warrior) — володіє будь-якою зброєю і бронею, має сильну атаку і захист, після перетворення на Лицаря (Knight), крім прибавки до сили та захисту отримує властивість вивчати й використовувати білу магію низьких рівнів.
- Чорний Пояс або Монах (Black Belt або Monk) — не визнає броню і зброю, довіряє тільки своїм кулакам. У більшості випадків будь-яка броня чи зброя лише погіршує його захист і атаку. Підвищення до Майстра (Master) ще більше посилює його атаку кулаками та захист без броні.
- Злодій (Thief) — швидкий і спритний; особливо корисний тоді, коли краще розумно відступити, ніж ганебно програти. Після перетворення на Ніндзю (Ninja) отримує ще більшу прибавку до спритності, а також отримує можливість вивчати й використовувати чорну магію низьких рівнів.
- Червоний Маг (Red Mage) — може використовувати більшість заклинань чорної та білої магії (крім найсильніших) і ефективно битися за допомогою холодної зброї. Після підвищення до Червоного Чаклуна (Red Wizard) отримує дозвіл на вивчення і використання сильніших заклинань, а також може одягатися в краще екіпірування.
- Білий Маг (White Mage) — спеціаліст з білої магії (переважно лікувальні та захисні заклинання), але слабкий у ближньому бою і не сильно вирізняється захистом. Після підвищення до Білого Чаклуна (White Wizard) отримує доступ до вивчення і використання найсильніших заклинань зі школи білої магії.
- Чорний Маг (Black Mage) — майстер чорної магії (переважно атакувальні заклинання). Схожий на Білого Мага, але має сильнішу атаку в ближньому бою і меншу кількість HP. На зразок того ж Білого Мага — після підвищення до Чорного Чаклуна (Black Wizard) отримує можливість вивчати найсильніші заклинання зі школи чорної магії.

### Бій

Бій в оригінальній версії

Битви у грі реалізовані покроково, на початку кожного ходу гравець обирає дію для кожного зі своїх персонажів, це може бути проста атака, застосування магії, використання речі або зілля або ж команда до відступу. Далі починається почергове виконання цих команд і дій монстрів, порядок залежить від швидкості (agility) — найшвидші виконують свої команди першими, якщо ж швидкість збігається, то першість визначається випадковим чином.
У версії гри для NES також є наступна особливість: якщо персонаж вибрав якогось монстра як ціль, але черга його ходу настала тоді, коли монстр вже вбитий, то персонаж просто пропускає хід. У пізніших версіях, коли атака випадає на вже мертвого монстра, то нова ціль обирається випадково, і удар наноситься по ній. Все це відноситься як до простих атак, так і до магії, і до використання речей.
Битва продовжується, доки одна зі сторін не буде переможена чи не втече. Якщо гравець перемагає, то персонажі отримують досвід і гроші, якщо втікає, то не отримує нічого і з'являється на основній карті, там де був до бою. У випадку, коли програє партія — гра закінчується.

### Екіпірування та речі
У Final Fantasy присутній ряд зброї та броні; нове екіпірування може зробити Світлих Воїнів сильнішими в бою. Кожен зі Світлих Воїнів має вісім слотів інвентарю: чотири для зброї та чотири для броні. У кожного персонажа є свої обмеження на використання зброї та броні. Так само деякі види зброї та броні мають магічну силу і при використанні під час накладають атакувальні заклинання або забезпечують захист від заклинань супротивника.
Всього у грі є шість видів зброї: мечі, кинджали, сокири, молоти, посохи й нунчаки (Swords, Daggers, Axes, Hammers, Staves, і Nunchaku). Воїни можуть також битися голими руками, однак тільки Чорний Пояс/Майстер може робити це ефективно. Вид зброї головним чином визначає пов'язане з ним зображення, а також те, які класи можуть його використовувати. Наприклад, Чорний Пояс/Майстер може використовувати нунчаки, але не може використовувати сокири. Кожна зброя має три показники: атаку, точність і шанс критичного удару (damage, chance to hit bonus, і critical hit chance). Певна зброя також ефективна проти монстрів певного типу чи вразливих до певного елемента. В оригінальній версії для NES ці властивості і шанс критичного удару не були використані через помилки, що були виправлені в наступних виданнях. Екіпірувати можна чотири зброї, але одночасно використовувати лише одну.
На додаток до зброї є чотири види броні: обладунки (роби, кольчуги, браслети), шоломи, рукавиці, і щити. (Armor (Cuirasses, Robes, Bracelets), Helmets, Gauntlets, Shields). На відміну від зброї, тип броні дуже важливий. Персонаж може одягти до чотирьох різних частин броні одразу, але тільки по одній кожного типу. Кожна броня має два показники: захист і ухилення. Деякі види броні також забезпечують захист від певного типу магії.
У магазинах, Світлі Воїни можуть купити речі для поновлення сил під час подорожей. Одночасно можна взяти до 99 речей кожного виду. Сюди відносяться: Зілля (Potion), котрі лікують персонажів чи усувають різні статуси (ailment), такі як отрута (poison) чи камінь (stoning), Тент і Сумка сну (Tent і Cabin), котрі можуть бути використані на карті світу для лікування і додаткового збереження гри та Котедж (House), що додатково відновлює MP після збереження. Також спеціальні речі можуть бути отримані протягом чи після завершення квестів.
Багато класів персонажів здатні використовувати магію, котра поділяється на захисну «білу» магію й атакувальну «чорну». Заклинання розподілені за рівнями від 1 до 8, при цьому заклинання вищого рівня, як правило, є потужнішими. Присутньо по чотири заклинання для кожного рівня, з яких персонажі можуть вивчити лише по три, купуючи їх в магазинах у містах. White wizards можуть вивчити всі заклинання білої магії, а чорні — чорної. Останні класи можуть вивчити менше заклинань. В оригінальній версії для NES, вивчені заклинання не можна забути. Це було змінено в деяких наступних виданнях.
Оригінальна версія для NES дозволяла кожному магу «заряджати» рівні заклинань і заклинання певного рівня могли бути використані стільки разів, скільки зарядів присутньо у мага. Зі зростанням рівня персонажа збільшувалось і число зарядів. Ця система дуже схожа на систему магії Dungeons & Dragons. У деяких пізніших випусках гри вона була замінена на MP-систему (Magic Points).

## Розробка
Розробка Final Fantasy почалася 1987 року, дизайнер Square Хіронобу Сакагуті розпочав працювати над новим і, як йому здавалося, останнім проєктом. Сакагуті планував покинути Square після завершення проєкту і назвав його Final Fantasy («Остання фантазія»), оскільки це була, на його думку, його остання робота і, найімовірніше, остання робота Square
.
Основну команду на багато років вперед склали: Хіронобу Сакагуті — головний дизайнер і розробник, Йосітака Амано — художній оформлювач і дизайнер персонажів і Нобуо Уемацу — композитор серії. Персонажі й логотип назви були розроблені Єсітака Амано. Сценарій написали Акітосі Кавадзу і Кендзи Терада
.
Програмістом був ірано-американець Насер Джебеллі, що жив у той час у Японії.
Гра робилася в стилі популярної у той час JRPG Dragon Quest (Dragon Warrior у США), проте, перевагою Final Fantasy стало ретельніше опрацьовування світу гри, діалогів, музичного оформлення і серйозніший графічний стиль. Як наслідок, гра добре продавалася (хоча і гірше ніж Dragon Quest) і дозволила компанії продовжити розробку серії.

### Музичний супровід
Final Fantasy була шістнадцятою відеогрою з музичним супроводом Нобуо Уемацу. Ця музика була випущена на CD разом з музикою з Final Fantasy II. Кілька треків з гри стали основними для серії Final Fantasy: «Вступ» (Prelude), арпеджіо, що грає при появі екрану входу, «Відкривальна тема» (Opening Theme), що грає, коли персонажі вперше перетинають міст біля Корнелії на початку гри, та пізніше названа темою Final Fantasy і «Переможні фанфари» (Victory Fanfare), що грають після кожного вдалого бою. Відкривальний мотив «Бойової теми» (Battle theme) також був використаний багато разів у серії, а також у Chrono Trigger — грі для SNES, також розробленої Square.

### Баги
У грі присутні деякі досить помітні помилки і недопрацювання. Вперше вони з'явилися в оригінальній японській версії гри й пізніше перекочували в американську локалізацію і порт для MSX2, але були виправлені в наступних рімейках (починаючи з WonderSwan Color). Ось деякі з них (для NES/Famicom):
- Всі мечі, які називаються магічними і мають завдавати додаткових втрат істотам певного класу — не працюють; тобто, це просто звичайні мечі і вони не дають ніяких переваг.
- Заклинання Tmpr, Sabr, Xfer, Lock — не працюють, а Lok2 і Hel2 працюють неправильно.
- Предмет House працює в такому порядку: відновлює очки життя, зберігає гру, відновлює магічні заряди. Якщо гравець після його використання вимкнув гру, то відновлені магічні заряди не будуть збережені, тому що вони відновлюються після збереження.
- Параметр INT (інтелект) взагалі ні на що не впливає або впливає дуже незначним чином.

### Команда розробників

#### Оригінальна версія для Famicom
- Original Concept — Хіронобу Сакагуті
- Дизайн персонажів — Йосітака Амано
- Програмування — Насер Джебеллі
- Сценарій — Кендзи Терада
- Музика — Нобуо Уемацу

#### Рімейк для PlayStation
- Виконавчий продюсер — Йоіті Вада
- Продюсер — Юсуке Хірата
- Менеджер з продажу — Кийомі Танікава
- Directors — Хідесі Кьонен, Кацуйосі Кавахара і Кадзухіко Йосіока
- Movie Director — Кодзі Вакасоно
- Movie Designers — Міцухіра Ямадо, Сатосі Суміда, Масата Мотокі, Ютака Маекава, Ватару Ікеда, Сін Адзума і Руміко Савада
- Movie Programmer — Наото Уенака
- Музичний супровід — Нобуо Уемацу
- Графіка — Йосісуке Накахара, Міеко Хосіно, Томохіко Танабе, Хідекі Оморі і Ейдзи Ямасіта
- Бета-тести — Рейко Кондо
- Localization Manager — Акіра Касівагі
- Localization Directors — Томоко Секії і Кадзуйосі Тасіро
- Localization Programmer — Йосінори Уенісі
- Localization Specialist — Аманда Дж. Кацурада
- Localization Assistant — Сатоко Кондо

## Локалізація і рімейки

Версія для США, 1990 рік

У США гра була видана вже в 1990 році, крім перекладу, було змінено більшість назв предметів, заклинань і монстрів. Частина змін у назвах була викликана цензурою видавця гри — Nintendo of America (Holy → FADE), частина — відсутністю відповідних ліцензій (Beholder → EYE), частина — нестачею місця для літер, проте багато змін залишились і без логічного пояснення (Lizard → IGUANA). Кристали героїв в оригінальній версії стали сферами (Orb), а золото — гілями (Gil). З гри були прибрані всі згадки про релігію і відповідна символіка: церкви перетворилися в клініки, а знак хреста на них замінили на малюнок серця. Хрести в підземеллях стали свічками, а пентаграми в лігві Тіамат (Tiamat) трикутниками. Незначним чином змінилася графіка: бойові пози більшості персонажів трохи відрізнялись від японської версії, кілька монстрів були значно перемальовані. Також, останній поверх Храму злодіїв (Temple of Fiends) в американській версії був зовсім порожній, тоді як в японській там було багато монстрів.
Пізніше був виданий цілий ряд рімейків для інших платформ: MSX 2 (1989), WonderSwan Color (2000), PlayStation (2002), Game Boy Advance (2004), мобільних телефонів (2004) і PlayStation Portable (2007). Приблизно третина рімейків видавалась лише на території Японії, останні, переважно, в США. Варто зауважити, що до Європи і Австралії гра дійшла тільки 2003 року, разом з релізом Final Fantasy Origins.
| Назва                                 | Платформа            | Дата       | Регіон            | Видавець    | Носій           |
| ------------------------------------- | -------------------- | ---------- | ----------------- | ----------- | --------------- |
| Оригінал                              |                      |            |                   |             |                 |
| Final Fantasy                         | Famicom              | 18.12.1987 | Японія            | Square      | 2-mb картридж   |
| Порти                                 |                      |            |                   |             |                 |
| Final Fantasy                         | MSX2                 | 12. 1989   | Японія            | Microcabin  | 3.5" дискета    |
| Final Fantasy                         | NES                  | 12.07.1990 | США               | Nintendo    | 2-mb картридж   |
| Рімейки                               |                      |            |                   |             |                 |
| Final Fantasy                         | WonderSwan Color     | 09.12.2000 | Японія            | Square      | картридж        |
| Final Fantasy I+II Premium Collection | PlayStation          | 31.10.2002 | Японія            | Square      | CD-ROM          |
| Final Fantasy Origins                 | PlayStation          | 14.03.2003 | Європейський Союз | Infogrames  | CD-ROM          |
| Final Fantasy Origins                 | PlayStation          | 08.04.2003 | США               | Square Enix | CD-ROM          |
| Final Fantasy i                       | NTT DoCoMo 900i      | 29.02.2004 | Японія            | Square Enix | платна закачка  |
| Final Fantasy Advance                 | Game Boy Advance     | 29.07.2004 | Японія            | Nintendo    | 128-mb картридж |
| Final Fantasy EZ                      | CDMA 1X WIN W21x     | 19.08.2004 | Японія            | Square Enix | платна закачка  |
| Final Fantasy I & II: Dawn of Souls   | Game Boy Advance     | 29.11.2004 | США               | Nintendo    | 128-mb картридж |
| Final Fantasy I & II: Dawn of Souls   | Game Boy Advance     | 03.12.2004 | Європейський Союз | Nintendo    | 128-mb картридж |
| Final Fantasy                         | Yahoo! Keitai        | 03.07.2006 | Японія            | Square Enix | платна закачка  |
| Final Fantasy Anniversary Edition     | PlayStation Portable | 19.04.2007 | Японія            | Square Enix | UMD             |
| Final Fantasy Anniversary Edition     | PlayStation Portable | 26.06.2007 | США               | Square Enix | UMD             |

### MSX 2
Технологічно MSX 2 достатньо близький до NES, тому версія гри для нього вельми схожа з оригіналом (включаючи більшість багів). Гра була випущена 1989 року, через два роки після оригіналу і видавалася компанією Microcabin; за межі Японії ця версія так і не вийшла. Попри копіювання оригінала аж до помилок, у гру внесено ряд змін, спричинених як деякими перевагами, так і недоліками нової платформи:

Бій у версії для MSX 2.

- Носіями слугували дискети, що мали майже втричі більший обсяг ніж картридж для NES (720 Кб проти 256), проте, такий формат був і повільнішим, що збільшило час завантажень.
- Інший носій спричинив зміну системи збереження гри: запис відбувався на дискету, причому безпосередньо на дискету з грою зберегтись було неможливо, і навіть на чисту поміщався лише один слот для збереження. Таким чином, єдиним виходом для збереження гри на різні слоти було використання кількох чистих дискет.
- Графіка зазнала змін і стала барвистішою внаслідок того, що палітра MSX 2 ширше ніж палітра NES (256 кольорів проти 48+5).
- Оскільки MSX2 мала більше звукових каналів ніж NES, звук і музика також зазнали значних змін, багато ефектів були покращені чи замінені, крім того, фонова музика деяких підземель була переміщена в інші.[6]
- Карта світу була трохи зрушена вгору і вліво, це викликало зміни в зонах з випадковими монстрами.[6]
- Через відсутність технології плавного скролінгу переміщення виглядало смиканим.
- Ряд змін зазнав ігровий процес. Була урізана сила класу Black Belt, тепер їхня атака і захист при відсутності зброї та броні не залежали від рівня, що змусило гравців екіпірувати їм нунчаки. Змінились ціни на деякі речі.[6]

### WonderSwan Color
Гра вийшла більш ніж через 10 років після оригіналу на сучаснішій платформі, що, звичайно, спричинило значні зміни. Ця версія видавалась лише в Японії, як і сама WonderSwan Color.

Бій у версії для WonderSwan Color.

- Повністю перемальована графіка, хоча роздільна здатність екрану в цій версії менша ніж у будь-якій іншій, 16-бітна палітра повністю перетворює гру. Зображення монстрів нагадують своїх прототипів з NES-версії, але промальовані значно детальніше, персонажі також піддалися редизайну. У цілому, візуальне оформлення гри нагадує версії Final Fantasy на SNES.
- У гру було внесено кілька нових мелодій: нова прелюдія на початку, декілька тем для босів і деякі інші. Їхню якість було підтянуто до можливостей платформи.
- Був оновлений дизайн бойового меню, воно стало розташовуватися знизу, як в пізніших серіях гри. Були додані приміщення в магазини (раніше меню покупки видавалося відразу при вході в будівлю), текстова інформація в бою була замінена графічною — статуси й втрати показувалися у вигляді піктограм і чисел відповідно. Персонажів і їхніх супротивників більше не розділяла рамка.
- Особливість з неперенаправлюваними ударами стала опціональною, можна було відключити її та тоді, якщо удар персонажа приходився по вже вбитому монстру, він автоматично перенаправлявся на іншого. Додана можливість бігати, переміщуючись вдвічі швидше; магічна система в цілому залишилася колишньою, але заклинання стало можливо «забувати», щоб вивчити нові.
- Повністю перероблена система речей, в оригінальній версії вони зберігалися у кожного персонажа окремо, у цій версії інвентар спільний. Крім того предмети LIFE і SOFT стало можливим використовувати в бою, статус мовчання (Mute) перестав забороняти використання речей в битві.
- До гри ввійшло багато додаткових сценок, на зразок побудови моста в Корнелії (Cornelia), діалоги NPC були розширені внаслідок можливості WonderSwan Color виводити кілька екранів тексту на відміну від NES.
- Більшість багів було виправлено, неправильно робочі заклинання і магічні предмети стали працювати нормально, портал (Warp) став працювати по-іншому, переносячи партію на попередній відвіданий поверх, а не на ближчий до виходу.
- Збільшилось до восьми число слотів для збереження, тоді як в оригіналі був доступний лише один. Також було додано звичайне для мобільних консолей швидке збереження, скористатися ним можна було в будь-який час, за винятком бою, але після першого завантаження воно стиралося.
- Зміни в організації речей і виправлені заклинання зробили гру легшою, тому у ряду монстрів і босів було збільшено число HP, в окремих випадках удвічі.

### PlayStation
Версія для PlayStation, у цілому, базується на рімейку для WonderSwan Color і більша частина змін залишилась, проте, в тому числі й за рахунок технологічної переваги PlayStation, у гру внесли й інші покращення, переважно вони стосуються графічного і звукового оформлення. За межами Японії гра видавалася разом з рімейком Final Fantasy II під назвою Final Fantasy Origins, це перша версія оригінальної гри, котра офіційно продавалася в Європі й Австралії.

Бій у версії для PlayStation.

- Графіка, у порівнянні з версією для WonderSwan Color, покращилася, хоча й не значно. Загальний вигляд залишився таким самим, але збільшилася кількість кольорів і роздільна здатність, в ефекти заклинань додалась прозорість, для переходу до бою була намальована спеціальна анімація, а при польоті на повітряному кораблі карта показується в перспективі. У гру були вставлені FMV-відеоролики, намальовані спеціально для цієї версії.
- Під можливості нової платформи підведено і звукове оформлення — якість мелодій було покращено і додалась пара нових треків[8]. Окрема тема для меню персонажів у минулому, тепер там звучить та ж музика що й на локації, але тихіше.
- В англійській версії всі діалоги були заново переведені, назви монстрів і заклинань більше відповідали оригіналу, а імена персонажів могли включати до 6 символів. В японській версії в діалогах з'явилися кандзі[6].
- Зміна формату з картриджа на CD-ROM додала невеликі паузи для завантаження локацій, збереження гри займало один слот, відповідно на карті пам'яті можна зберегтися до п'ятнадцяти разів. На зміну швидкого збереження була додана функція memo save, що дозволяє зберегти гру у внутрішню пам'ять консолі коли завгодно (крім боїв), але це збереження зникає при вимкненні PlayStation.
- Також було внесено багато незначних додатків і змін: підтримка вібрації, «м'яке» перезавантаження (L1+R1+L2+R2+Start+Select), полегшений режим, галерея з малюнками, бестіарій та інше. Розділ бонусів поповнюється послідовно з проходженням гри, для збору всіх потрібно пройти гру двічі[9]. З'явився легкий режим, у якому швидше ростуть досвід і характеристики, а також знижені ціни в магазинах[6].
- Європейська версія була повільніша за інші на 16.7 %, а зображення стиснуте згори та знизу через особливості формату PAL.

### GameBoy Advance
Досить багато змін містить і реліз для GameBoy Advance, котрий є частиною Final Fantasy I & II: Dawn of Souls.

Бій проти боса в японській версії для GBA. Ворог — Shinryuu з Final Fantasy V

- Рівень складності став схожим з «легким режимом» («Easy Mode») в Final Fantasy Origins. Але на відміну від неї, у версії для GBA немає можливості обрати складніший режим. Перенаправлення «неефективних» ударів, що було опціональним у WSC, тепер обов'язкове.
- Графіка більш-менш ідентична версії на WSC, однак екран GBA має більшу роздільну здатність, і деякі моменти (наприклад політ на дирижаблі) виглядають краще.
- Порівнева система магії була замінена на використану в пізніших частинах серії MP-систему.[10]
- З'явилося багато нових предметів. Лікувальні предмети тепер доступніші й коштують дешевше. Партія починає гру з 500 gil замість 400 gil як у попередніх версіях.
- Нема галереї з малюнками і колекції предметів з версії для PlayStation, але бестіарій залишився. Певні класи модифіковані: Thief і Monk стали сильнішими, а Red Mage — слабшим. Ріст характеристик змінено, і Інтелект тепер впливає на пошкодження, яких завдає магічна зброя.
- Гру можна зберегти в будь-який час у будь-якому місці (за винятком бою).[11] Доступно три слоти збереження; старі записи можна видалити, лише перезаписавши їх.
- Оскільки введені зміни полегшують бій, зросли НР у багатьох монстрів і босів. Додано чотири нових підземелля за кількістю Fiends of Chaos, которі стають доступними лише після перемоги над відповідним Fiend. Проходити ці підземелля доволі важко, у них знаходяться речі і монстри, котрих неможна зустріти в іншому місці. У кінці кожного підземелля, присутні боси з наступних ігор серії: від Final Fantasy III до Final Fantasy VI.
- При створенні персонажа, можна дозволити грі присвоїти йому довільне ім'я, використовуючи імена персонажів з інших ігор серії.

### Мобільні телефони

Бій з Лічем у рімейку для NTT DoCoMo FOMA 900i

2004 року, Square Enix випустила версію Final Fantasy для двох японських мобільних мереж. Версія для серії телефонів NTT DoCoMo FOMA 900i була випущена 1 березня 2004 рік в іграх року під назвою Final Fantasy i.
Наступна версія для CDMA 1X WIN-сумісної W21x серії була випущена 19 серпня 2004 року під назвою Final Fantasy EZ. Інша версія, просто названа Final Fantasy, була також випущена для телефонів Yahoo! Keitai компанії SoftBank 3 липня 2006 року. За графікою ігри перевершують оригінальну 8-бітову версію, але не настільки, як останні порти для звичайних і кишенькових консолей. З нововведень — лише можливість використання восьми символів для імені персонажа. Square Enix планувала випустити цю версію для північноамериканських мобільних телефонів 2006 року.

### PlayStation Portable (PSP)
До двадцятиріччя серії Final Fantasy, Square Enix випустила версію Final Fantasy для PSP одночасно з Final Fantasy II. 19 квітня 2007 року гра вийшла в Японії, 26 червня — в Північній Америці, а європейська версія вийшла 8 лютого 2008 року.

Бій проти Gilgamesh в японській версії для PSP

- Завдяки вищій роздільній здатності PSP ця версія має покращену 2D графіку. З'явилися аероефекти в містах і на локаціях. Mode 7 використаний як під час пересування пішки, так і під час польотів на дирижаблі.
- Присутні FMV-ролики з Origins і додаткові підземелля з Dawn of Souls. Вона також запозичила саундтрек з Origins, (хоча під час битв з босами в додаткових підземеллях грає музика з тих ігор, з яких вони взяті, наприклад, «музика Гільгамеша» з Final Fantasy V коли б'ється Гільгамеш), і геймплей з Dawn of Souls. Також присутні all-new dungeon, і Amano Art Gallery. У галереї використовується висока роздільна здатність екрану PSP для відображення високоякісних артів від Еситаки Амано; нові арти стають доступними протягом проходження гри.
- Додана нова локація, названа Labyrinth of Time (時の迷宮, токі но мейкю), це підземелля з лімітом часу, в котрому HP персонажів з часом зменшується. Гравець може використовувати заклинання Білої Магії і зілля, щоб збільшити ліміт і спуститися глибше в підземелля[18].

## Вплив і значущість
Final Fantasy була однією з найвпливовіших ранніх консольних RPG, і відіграла важливу роль у становленні й популяризації жанру. Одні рецензенти відзначають, що сюжет Final Fantasy, наповнений добре спланованими розповідями й подорожами в часі, глибший і цікавіший ніж у Dragon Quest.
Деякі критики відзначають, що гра слабо відповідає сучасним стандартам, і гравець витрачає більше часу, на пошуки випадкових боїв, аби збільшити досвід і кількість грошей, ніж на вивчення і виконання завдань, тоді як інші рецензенти відзначають прокачування персонажа та дослідження місцевості найцікавішими складовими гри.
У березні 2006 року Final Fantasy з'явилась у Top 100 games журналу Famitsu, де за підсумком голосування читачів стала 63-ю у списку найкращих ігор усіх часів. 2005 року, користувачі GameFAQs зробили аналогічний список, у якому Final Fantasy зайняла 76 місце. Вона також зайняла 49 місце у списку найкращих ігор для Nintendo System у Top 200 Games журналу Nintendo Power. IGN оцінив версію для Wonderswan Color в 8.6 балів з 10 і відмітив її графічні покращення, особливо щодо бою. Final Fantasy Origins була добре прийнята, але все ж у ній бракує багатьох нововведень, присутніх, наприклад, у Final Fantasy IV, і також було відмічено, що додатковий контент не зміг значно покращити гру.
Версія для PSP отримала 6,9 бала (гра була названа «Прохідною») у зв'язку з тим, що раніше вже з'являлися якісніші й дешевші видання гри. Хоча вдосконалена графіка була названа «доволі приємною».
Музична тема, що грає, коли персонажі вперше перетинають міст біля Корнелії на початку гри, стала музичною темою всієї серії та присутня у всіх Final Fantasy крім Final Fantasy II. Final Fantasy також послугувала основою для епізоду анімаційного серіалу Captain N: The Game Master, котрий називався The Fractured Fantasy of Captain N. Спрайтовий вебкомікс 8-Bit Theater, що пародіює гру, є популярним в гральній спільноті.